# Клер де Шанденё
Клер де Шанденё (фр. Claire de Chandeneux); 17 ноября 1836, Крес (Дром) / Crest — 6 октября 1881, Венсен) — псевдоним французской писательницы, популярной во второй половине XIX века. Настоящее имя Эмма Байи́ (Emma Bailly). Написала более тридцати романов.
В её родном Кресе (департамент Дром) псевдоним писательницы носят улица и расположенная на ней предначальная школа.

## Издания
- «Ménages militaires» — серия повествований о жизни военных в провинции:
  - «La Femme du capitaine Aubépin» (1875; второе изд., 1876 Архивная копия от 27 мая 2015 на Wayback Machine);
  - «Les Filles du colonel»;
  - «Le Mariage du trésorier»;
  - Les Deux femmes du major (1876);
  - Les Mariages de garnison (1877)

Более общее содержание имеют другие её романы:
- Les Remèdes contre l’amour (1870)
- Le Mari de Laurence (1873)
- Les Visions d’or (1874)
- La Tache originelle (1875; изд. 1876 Архивная копия от 8 октября 2015 на Wayback Machine)
- Blanche-Neige (1875)
- Les Terreurs de Lady Suzanne (1876 Архивная копия от 8 октября 2015 на Wayback Machine)
- Une faiblesse de Minerve (1877)
- Le Lieutenant de Rancy (1877)
- Les Ronces du chemin (1877)
- Vaisseaux brûlés (1877 Архивная копия от 8 октября 2015 на Wayback Machine)
- Une fille laide (1878 Архивная копия от 8 октября 2015 на Wayback Machine)
- Les Giboulées de la vie (1878)
- Sans Cœur ! (1878)
- La Croix de Mouguerre (1879)
- L’Automne d’une femme (1880; изд. 1885 Архивная копия от 17 мая 2021 на Wayback Machine
- Secondes Noces, 1881
- Val-Régis la grande (1882)
- Un cœur de soldat (1882)
- Souvenirs de Bérénice (1882)